# 焕镛簕竹
焕镛簕竹（学名：Bambusa chunii）为禾本科簕竹属下的一个种。本种以植物学家陈焕镛的名字命名。